# نور العالم عتيق
نور العالم عتيق Nurul Alam Atique هو كاتب مسرحي تلفزيوني وكاتب سيناريو ومخرج أفلام بنجلاديشي.   حصل عتيق على جائزة الفيلم الوطني البنغلاديشي كأفضل كاتب سيناريو للفيلم الروائي الطويل كيرتونخولا (من إخراج أبو سيد). وحصل أيضًا على جائزة ميريل بروثوم ألو كأفضل مخرج وأفضل كاتب سيناريو عن فيلم الفيديو الأول له خوتورثا ماترا .  

### أفلام
- كيتونخولا (المخرج/ أبو سعيد) / سيناريو وحوار
- فولكومار (المخرج/ عشيق مصطفى) / سيناريو وحوار
- دوبشاتار / كاتب سيناريو، مخرج
- سونابالي / كاتب سيناريو، مخرج (مستمر)
- لال موروجر جوتي (2021)

## روابط خارجية
- نور العالم عتيق في قاعدة بيانات الأفلام على الإنترنت